# Sinobaijiania
Sinobaijiania là một chi thực vật có hoa trong họ Cucurbitaceae.

## Loài
Chi Sinobaijiania gồm các loài: